# أم حكيم (شبراخيت)
قرية ام حكيم هي إحدى القرى التابعة لمركز شبراخيت في محافظة البحيرة في جمهورية مصر العربية. حسب إحصاءات سنة 2006، بلغ إجمالي السكان في ام حكيم 4225 نسمة، منهم 2090 رجل و2135 امرأة.

## التاريخ
قرية أم حكيم من القرى القديمة، واسمها الأصلي وقت الفتح الإسلامي لمصر سوخيت (بالإنجليزية: Sokhit)‏، وقد وردت باسم أم حكيم في أعمال البحيرة ضمن قرى الروك الصلاحي التي أحصاها ابن مماتي في كتاب قوانين الدواوين، كما وردت باسم أم حكيم في أعمال البحيرة ضمن قرى الروك الناصري التي أحصاها ابن الجيعان في كتاب «التحفة السنية بأسماء البلاد المصرية». وفي العصر العثماني كان اسمها في تربيع سنة 933هـ/1527م الذي أجراه الوالي العثماني سليمان باشا الخادم في عصر السلطان العثماني سليمان القانوني أم حكيم ضمن قرى ولاية البحيرة، وفي تاريخ 1228هـ/1813م الذي عدّ قرى مصر بعد المسح الذي قام به محمد علي باشا باسم أم حكيم ضمن قرى مديرية البحيرة. ويُذكر أن قرية أم حكيم كانت قاعدة لكورة الخيس إحدى كور مصر القديمة.